# Mexistenasellus nulemex
Mexistenasellus nulemex é uma espécie de crustáceo da família Stenasellidae.
É endémica do México.